# Trachelas jamaicensis
Espèce
Trachelas jamaicensis est une espèce d'araignées aranéomorphes de la famille des Trachelidae.

## Distribution
Cette espèce est endémique de Jamaïque. Elle se rencontre vers Cinchona.

## Description
La femelle décrite par Platnick et Shadab en 1974 mesure 10,30 mm.

## Étymologie
Son nom d'espèce, composé de jamaic[a] et du suffixe latin -ensis, « qui vit dans, qui habite », lui a été donné en référence au lieu de sa découverte, le Jamaïque.

## Publication originale
- Gertsch, 1942 : New American spiders of the family Clubionidae III. American Museum Novitates, no 1195, p. 1-18 (texte intégral).